# یرواند آرزومانیان
یرواند آوانسی آرزومانیان (ارمنی: Երվանդ Ավանեսի Արզումանյան؛ زادهٔ ۱۰ فوریهٔ ۱۹۰۹  یا ۱۲ فوریهٔ ۱۹۰۹ - درگذشته ۹ سپتامبر ۱۹۹۰) یک دانشمند و استاد اهل ارمنستان بود.

## زندگی‌نامه
در ۲۵ فوریه [سبک قدیمی: ۱۲ فوریه] ۱۹۰۹ در تاغاورد به دنیا آمد و از آکادمی کشاورزی ک.ای. تیمیریازف مسکو فارغ‌التحصیل شد. وی همچنین برنده نشان جنگ میهنی (درجه یک)، نشان ستاره سرخ، نشان پرچم سرخ، نشان انقلاب اکتبر، نشان شایستگی نبرد، مدال شجاعت کار، نشان پرچم سرخ کار و هنرمند افتخاری جمهوری شوروی فدراتیو سوسیالیستی روسیه (۱۹۷۲) شده‌است. وی در ۹ سپتامبر ۱۹۹۰ در سن ۸۱ سالگی در مسکو درگذشت.

## یادداشت
1. ↑  գյուղատնտեսական գիտությունների դոկտոր
2. ↑  Մոսկվայի Կ. Ա. Տիմիրյազևի անվան գյուղատնտեսական ակադեմիա